# Issam Abdallah
Issam Abdallah (en árabe: عصام عبد الله‎) (Khiam, Líbano; 1986-Aalma ech Chaab, Líbano; 13 de octubre de 2023) fue un periodista libanés que trabajaba para la agencia Reuters y que murió tras ser alcanzado por un misil de las Fuerzas de Defensa de Israel en el sur del Líbano, mientras informaba de la guerra de Gaza.

## Biografía
Abdallah empezó a proporcionar imágenes a Reuters en 2007, trabajando como freelance mientras terminaba sus estudios universitarios. Abdallah llevaba una cámara de vídeo y una cámara de fotos allá donde iba. Sus primeras imágenes fueron de conflictos internos libaneses.
Issam informó sobre la guerra de Siria, la guerra de Ucrania y otros conflictos. Por su trabajo en la cobertura de la explosión del puerto de Beirut fue nominado a Videoperiodista Reuters del año en 2020. Había proporcionado a la prensa mundial una de las primeras y más fuertes imágenes de la catástrofe. Formó parte de un equipo más amplio que ganó el premio en 2022 por su cobertura de la guerra entre Rusia y Ucrania.
Abdallah y otros periodistas cubrieron los ataques de Hezbolá y las Fuerzas de Defensa de Israel en el sur del Líbano, cerca de Alma Al-Schaab. El grupo fue alcanzado por un misil o una granada. Issam Abdallah murió, otros seis periodistas de las agencias de noticias Reuters y la fotógrafa Christina Assi y el periodista de vídeo Dylan Collins de AFP, así como un periodista de la cadena Al Jazeera, resultaron heridos, algunos de gravedad. El ejército libanés ha dicho que las FDI dispararon el misil que mató a Abdallah. Otro reportero de Reuters que se encontraba en el lugar de los hechos afirmó que Abdallah murió por proyectiles disparados desde Israel.
Abdallah fue enterrado el 14 de octubre de 2023 en su ciudad natal de Khiam, en el sur del Líbano, junto a su padre, fallecido un año antes. Los periodistas colocaron sus cámaras sobre la tumba para honrar su memoria.

## Reacciones
En relación con la muerte de Abdallah, el portavoz militar israelí Richard Hecht declaró: «lo sentimos mucho», pero no confirmó que los periodistas hubieran sido alcanzados por proyectiles israelíes.
Michael Downey, periodista que trabaja para The New York Times y la BBC, comentó un vídeo grabado poco antes del incidente: «No hubo disparo de advertencia; fue intencionado».
«El proyectil del tanque les alcanzó directamente», declaró el corresponsal de Al Jazeera Ali Hashem desde Alma al-Shaab, añadiendo que el equipo de reporteros había sido claramente marcado como prensa.
Líbano presentó una queja formal ante el Consejo de Seguridad de las Naciones Unidas por el asesinato de Abdallah en su territorio. Según los medios de comunicación estatales. En Líbano se da por hecho que se trató de un asesinato intencionado. El representante de Israel ante Naciones Unidas subrayó que Israel nunca quiere hacer daño a los periodistas, pero en una guerra «puede pasar cualquier cosa».
Además, la Agence France-Presse (AFP) pidió a las autoridades israelíes y libanesas que «lleven a cabo una investigación exhaustiva para determinar las circunstancias y la responsabilidad de los disparos a lo largo de su frontera que mataron e hirieron a periodistas en misión...».

### Investigación de Reporteros Sin Fronteras
La organización no gubernamental Reporteros Sin Fronteras hizo una conclusión preliminar el 29 de octubre de que las muertes fueron el resultado de un ataque «dirigido» desde la dirección de la frontera israelí, concluyendo que los «dos ataques en el mismo lugar en un espacio de tiempo tan corto (poco más de 30 segundos), desde la misma dirección, indican claramente un objetivo preciso».
La investigación, que consideró «relatos de testigos presenciales, imágenes de vídeo y pericias balísticas», también concluyó que era «improbable que los periodistas fueran confundidos con combatientes» dada su situación al aire libre, en lo alto de una colina, con cascos y chaquetas marcadas con la palabra «prensa». RSF pidió a Israel que inicie una investigación sobre los acontecimientos.

### Investigación de Amnistía Internacional
El 7 de diciembre, Amnistía Internacional, presentó las conclusiones de un estudio en el que afirmaba que los ataques israelíes contra un grupo de siete periodistas en el sur del Líbano el 13 de octubre, en los que murió el periodista de Reuters Issam Abdallah y resultaron heridas otras seis personas, fueron probablemente un ataque directo contra civiles que debe ser investigado como un crimen de guerra. Según Aya Majzoub, directora regional adjunta de Amnistía Internacional para Oriente Medio y el Norte de África, «Nuestra investigación del incidente descubre pruebas escalofriantes que apuntan a un ataque a un grupo de periodistas internacionales que realizaban su trabajo informando sobre las hostilidades. Los ataques directos contra civiles y los ataques indiscriminados están absolutamente prohibidos por el derecho internacional humanitario y pueden constituir crímenes de guerra».
La investigación de Amnistía Internacional está basada en el estudio de más de 100 vídeos y fotografías, análisis de fragmentos de armas del lugar y entrevistas a nueve testigos. Los hallazgos indican que el grupo era visiblemente identificable como periodistas y que el ejército israelí sabía o debería haber sabido que eran civiles, pero los atacó de todos modos en dos ataques separados con 37 segundos de diferencia.

### Otras investigaciones
Un informe de febrero de 2024 de la Fuerza Provisional de las Naciones Unidas para el Líbano concluyó que un tanque israelí mató a Abadallah cuando disparó contra «periodistas claramente identificables», y que esto violaba el derecho internacional. El informe «evaluó que no hubo intercambio de disparos a través de la Línea Azul en el momento del incidente», y no hay registros de ningún intercambio de disparos a través de la frontera durante los 40 minutos anteriores al disparo del tanque. Las Fuerzas de Defensa de Israel respondieron al informe de las Naciones Unidas afirmando que Hezbolá los atacó, por lo que se utilizó fuego de tanques para tomar represalias.